# Ludwig Goldbrunner
Ludwig Goldbrunner (Múnich, Imperio alemán, 5 de marzo de 1908 -  ibid., 28 de septiembre de 1981), fue un futbolista alemán, se desempeñaba como defensa. Jugó toda su carrera en el Bayern de Múnich, donde también fue su entrenador desde 1938 hasta 1943.

## Clubes
| Club             | País                | Año         |
| ---------------- | ------------------- | ----------- |
| Bayern de Múnich | Gran Imperio alemán | 1927 - 1945 |

- Datos: Q635025
- Multimedia: Ludwig Goldbrunner / Q635025